# Treforkugle
Treforkugle (Acronicta tridens) er en sommerfugl, der tilhører familien Ugler (Noctuidae)
Arten er sjælden i Danmark.